# Postojnagrotten
Postojnagrotten (eller Adelsberggrotten, Postumiagrotten) er en berømt drypstenshule ved byen Postojna i Slovenien.
45°46′58″N 14°12′13″Ø / 45.78276°N 14.20366°Ø